# 寶可夢 綠寶石
《寶可夢 綠寶石》是由GAME FREAK開發，任天堂與寶可夢公司發行於Game Boy Advance的角色扮演游戏，為《寶可夢 紅寶石／藍寶石》的加強版本，封面繪有烈空坐。本作於2004年9月16日在日本發售，2005年5月1日在北美、6月9日在澳洲、10月21日在歐洲發售。

## 遊戲機制
本作在《寶可夢 紅寶石／藍寶石》的基礎上增加了新要素，劇情也有些微修改：熔岩隊與海洋隊為兩個爭鬥不休的反派集團，分別喚醒了固拉多與蓋歐卡，甦醒後的兩隻寶可夢開始了猛烈的戰鬥，在豐緣地區造成劇烈的天氣異常現象，玩家必須喚醒第三隻傳說中的寶可夢──烈空坐來平息固拉多與蓋歐卡的紛爭。
在與四天王對戰獲勝後，玩家可以透過道具「寶可夢領航員」呼叫各道館的館主，以雙打戰鬥的模式和他們再次對戰。也可以進入本作戰鬥塔的加強版「戰鬥開拓區」，體驗不同戰鬥模式的各個設施。
在系統功能上也有更改，雖然《紅寶石／藍寶石》已經引入雙打對戰，但在《綠寶石》中，地圖上兩名看似分開的非玩家角色也可能在玩家走到某個地點時同時被觸發而開始雙打戰鬥。遊戲中增加了煙囪山頂的熔岩隊基地，該地也是《綠寶石》中玩家首次發現固拉多的位置。本作新增了一位名為亞希達（エニシダ）的非玩家角色，他是「戰鬥開拓區」的開發者，在遊戲中會注意著主角的成長，並持續與主角接觸，在主角擊敗四天王後邀請主角前往該區。

## 反響

### 評價
| 汇总媒体     | 得分   |
| ------------ | ------ |
| GameRankings | 76.65% |
| Metacritic   | 76     |

| 媒体          | 得分    |
| ------------- | ------- |
| 1UP.com       | 7/10    |
| 电子游戏月刊  | 7.17/10 |
| Game Informer | 6.5/10  |
| GameSpot      | 7.5/10  |
| IGN           | 8/10    |
| 任天堂力量    | 3.5/5   |

《寶可夢 綠寶石》發行後獲得了不錯的評價，GameSpot在10分中給了7.5分，IGN在10分中給了「令人印象深刻的」8分，評論總匯網站GameRankings則評此作為77%，然而Eurogamer只給了本作10分中的6分，雖然其稱讚本作看起來比《紅寶石／藍寶石》好，可玩性與挑戰性均較高，但批評本作較《紅寶石／藍寶石》的更新連一半都不到，只是「《紅寶石／藍寶石》的导演剪辑版」。2005年11月，《任天堂力量》錯誤地預測「《寶可夢 綠寶石》的總銷售會超過與海王星一樣大小的綠寶石價值」。

### 銷量
《寶可夢 綠寶石》在日本首周共售出79萬1000份，其中第一天就售出了37萬2000份，並為日本2004年銷售第四高的電子遊戲。本作於美國為2005年第二暢銷的遊戲。共賣出了632萬份。2011年，有報導稱本作仍於日本持續賣出，在2010年中約賣出了7724份。
截至2005年，本作共於歐洲售出120萬份，並於全球售出約500萬份，使其成為第三暢銷的Game Boy Advance遊戲，僅次於《寶可夢 紅寶石／藍寶石》與《寶可夢 火紅／葉綠》。

## 外部連結
- 官方网站（英文）
- 官方网站 （日語）